# Laura Geller
Laura Geller (ur. 1950) – amerykańska kobieta rabin. Jest trzecią kobietą w Stanach Zjednoczonych, którą ordynowano na rabina oraz pierwszą, która prowadziła stołeczną synagogę.

## Życiorys
Laura Geller ukończyła w 1971 roku Brown University. Na rabina została ordynowana w 1976 roku w Hebrew Union College-Jewish Institute of Religion. Początkowo pracowała na University of Southern California. W 1990 roku podjęła pracę jako kierownik w Amerykańskim Kongresie Żydów, oddział Południowo-Wschodni Pacyfik, gdzie założyła AJCongress Feminist Center, które stało się wzorem dla innych żydowskich organizacji feministycznych w USA. Od 1994 roku jest rabinem w Temple Emanuel w Beverly Hills w stanie Kalifornia. Obecnie przysługuje jej tam tytuł rabina seniora. Wykładała na University of Judaism, University of Southern California, Wexner Fellows Program i Wexner Heritage Foundation. 25 czerwca 2004 roku prowadziła nabożeństwo szabatowe w Beit Warszawa. Umożliwiła członkom tej społeczności także korzystanie z szabatowego siduru swojego autorstwa.
Mężem Laury Geller jest Richard A. Siegel, z którym ma syna Joshue i córkę Elanę. Jest także przybraną matką dla Andrew i Rutha Siegel.